# On és l'Estel·la?
On és l'Estel·la? és un còmic per a adults il·lustrat per l'artista manacorí Toni Galmés i publicat per l'Editorial Comanegra el 2018.
El còmic fou objecte d'una polèmica degut a una denúncia presentada per diversos sindicats de policies. El resultat fou que les vendes del llibre es van catapultar, assolint en poc temps la quarta edició. Posteriorment, se n'han publicat més títols.

## Argument i contingut
El còmic explica en clau satírica el procés independentista català, inspirant-se en el còmic On és Wally?, el qual conté a cada pàgina una il·lustració plena d'objectes i personatges, entremig dels quals s'hi troba el protagonista. L'objectiu del lector és trobar el protagonista.
En el cas del còmic On és l’Estel·la, l'escenari se situa en llocs i dades clau del procés independentista català. La protagonista, l'Estel·la, apareix a les grans manifestacions de la Diada, l'escorcoll d'impremtes, el 20-S, l'1 d'octubre o a la manifestació de Brussel·les. En total, hi ha una dotzena d'il·lustracions a doble pàgina. Segons l'editorial, l'Estel·la és un «testimoni privilegiat de les jornades multitudinàries dels últims temps entorn del dret d'autodeterminació».

## Idea original
La idea original d'editar el llibre fou de la pròpia Editorial Comanegra, que va encarregar a Toni Galmés de fer les il·lustracions.

## Denúncia
Els sindicats policials CEP, SPP, UFP i SUP van interposar una denúncia davant la fiscalia de les Illes Balears contra el govern balear, al·legant que el còmic havia rebut una subvenció de 1.000 EUR per a l'edició. De fet, la subvenció havia sigut concedida per l'Institut d'Estudis Baleàrics, pel fet que Toni Galmé és manacorí. Segons Francesc Rotger, director de l'institut, els criteris per concedir les subvencions són tècnics i no pas polítics.
Els sindicats de policia denunciaven que el còmic estava farcit d'«insults, mentides, injúries, difamacions i incitacions a l'odi contra les Forces i Cossos de Seguretat de l'Estat». Com a exemple de dibuixos ofensius, mencionaven aquells on «policies nacionals i guàrdies civils colpegen de manera indiscriminada a pobres i indefensos ciutadans». Per aquests motius, el sindicats exigien la retirada del mercat del llibre.
Finalment la causa contra l'il·lustrador Toni Galmés i l'editorial Comanegra per injúries fou arxivada.

## Reaccions i suports
Comanegra es va emparar en la llibertat d'expressió, tot informant que el còmic no estava destinat al públic infantil sinó a l'adult, tal com quedava explicitat a la portada del còmic.
Joan Sala, director de Comanegra, va definir el còmic com una sàtira per adults, i va condemnar el fet que la denúncia se sumés només als «fets greus que es produeixen últimament d'atacs a drets fonamentals i en aquest cas a la llibertat d'expressió i a la llibertat d'edició de ficció».
Des dels inicis de la polèmica, Editorial Comanegra va comptar amb el suport del PEN Català, de l'Associació d'Escriptors en Llengua Catalana, de l'Associació d'Editors en Llengua Catalana i de les entitats illenques i els llibreters. Sala justificava aquest suport declarant que «tothom ha entès molt bé que no podem fer ni un pas enrere en la defensa de la llibertat d’expressió».

## Segona part
Poc temps després de la interposició de la denúncia per part dels sindicats policials, Comanegra va anunciar la publicació de la segona part d'On és l'Estel·la?.
Segons Sala, l'escenari on es mou la protagonista a la segona part són les diverses festes i tradicions catalanes, com festes gastronòmiques, balls, el carnestoltes o les cercaviles. L'Estel·la visita així una jornada castellera, festes del menjar com les calçotades, la diada de Sant Jordi, diversos balls com les sardanes o el ball de bastons, les processons marineres i havaneres o la Festa dels Súpers, entre d'altres.
A diferència de la primera part, aquesta continuació de la saga sí que és apta per al públic infantil.

## Títols publicats
- On és l'Estel·la? (2018)
- On és l’Estel·la? Festes i tradicions catalanes (2019)
- On és l’Estel·la? Diari del confinament (2020)